# Плезантон (Канзас)
Плезантон (енгл. Pleasanton) град је у америчкој савезној држави Канзас.

## Демографија
По попису из 2010. године број становника је 1.216, што је 171 (-12,3%) становника мање него 2000. године.
| Група             | 2000.         | 2010.         |
| Белци             | 1.350 (97,3%) | 1.133 (93,2%) |
| Афроамериканци    | 9 (0,6%)      | 8 (0,7%)      |
| Азијати           | 1 (0,1%)      | 6 (0,5%)      |
| Хиспаноамериканци | 9 (0,6%)      | 35 (2,9%)     |
| Укупно            | 1.387         | 1.216         |